# Strategic Studies Group
Strategic Studies Group — австралийская компания-разработчик компьютерных игр, специализирующаяся преимущественно на стратегических варгеймах. Компания наиболее известна, как разработчик игры-прародителя глобальных стратегий Reach for the Stars, морской стратегической игры Carriers at War, серии пошаговых стратегий в стиле фэнтези Warlords, а также серий военных стратегий Battlefront и Decisive Battles of World War II.

## История
Компания была основана в 1983 году программистом Роджером Китингом и энтузиастом военной истории Йеном Траутом. С 1979 по 1982 годы Китинг создал 7 игр для американского издателя Strategic Simulations, Inc. В 1982 года Китинг пригласил Йена Траута стать тестировщиком его игр. Сначала Траут относился к компьютерным играм без интереса, но познакомившись со всеми доступными на тот момент американскими компьютерными варгеймами и разочаровавшись в их качестве, Траут предложил Китингу создать собственную компанию, которая занималась бы разработкой и издательством компьютерных игр. По словам самого Траута, игры Китинга были просто плохими, но все остальные оказались ещё хуже. Только что вернувшийся из США Китинг принял предложение, увидев в этом возможность делать компьютерные игры оставаясь в Австралии. Компания получила название Strategic Studies Group, Йен Траут стал президентом и главным исполнительным директором, а Роджер Китинг — главным вице-президентом.

### Первые проекты
Первым проектом компании должна была стать адаптация настольной игры Stellar Conquest, но после переговоров решено было создавать собственную игру, которой в итоге стала космическая стратегия Reach for the Stars. Игра получила очень хорошие отзывы критиков и имела большой коммерческий успех. Вместе со всеми версиями и обновлениями было продано от 300 000 до 400 000 копий игры. Первое издание было продано в количестве более 60 000 копий.
Второй игрой Strategic Studies Group стала морская стратегия о Второй мировой войне Carriers at War, вышедшая в 1984 году. Игра была хорошо встречена игровой прессой и получила «награду Чарльза Роберта» в номинации «лучшая приключенческая игра для домашнего компьютера 1984—1985 годов» и была названа журналом «Computer Gaming World» лучшим варгеймом года. По словам Роджера Китинга, Carriers at War продавалась даже лучше, чем Reach for the Stars, что позволило компании расшириться. К Китингу и Трауту присоединились американский специалист по маркетингу Джон Глисон и геймдизайнер Эрик Бейкер. Глисон стал представителем Strategic Studies Group в США.
В 1985 году была выпущена третья игра компании — «Europe Ablaze», игровой процесс которой был посвящён воздушным битвам Второй мировой войны. Данная игра является последней над графикой которой работал лично Роджер Китинг. После этой игры он сфокусировался исключительно на геймдизайне и программировании. «Europe Ablaze» было хорошо встречена критиками, но, тем не менее, стала первой коммерческой неудачей компании.

### Расширение
В 1986 году к Strategic Studies Group присоединился Грегор Вайли в качестве продюсера, став наряду с Китингом и Траутом третьим ключевым членом команды с равной Трауту и Китингу долей компании. Первой игрой Вайли стал варгейм Battlefront. Игра была написана за очень короткий срок — 14 недель. Причиной этому было то, что компания решила бросить все силы на амбициозный проект о Гражданской войне в США The Road to Appotmattox, который в конечном итоге был отменён. Battlefront же породил целую серию сиквелов: Battles in Normandy (1987), Halls of Montezuma (1987), Rommel (1988), MacArthur’s War (1988) и Panzer Battles (1989). Помимо этого, компания выпустила в 1987 году игру Russia: The Great War in the East и с 1987 по 1988 серию игр Decisive Battles of the American Civil War в трёх частях. В 1988 году была разработана и выпущена новая версия Reach for the Stars для платформ Apple IIGS и PC DOS, а в 1989 игра о колонизации Америки Gold of the Americas: The Conquest of the New World. В том же году Strategic Studies Group издали игру Fire King, разработанную австралийской компанией Micro Forté.
В 1989 году компания выпускает пошаговую стратегию в стиле фэнтези — Warlords, игровой процесс которой сильно отличается от традиционных варгеймов. Игра была написана программистом из Мельбурна Стивом Фокнером, который в поисках издателя прислал Strategic Studies Group демонстрационную версию игры. Игра очень понравилась Алексу Трауту, сыну Йена Траута, и компания взялась за этот проект. Роджер Китинг переписал искусственный интеллект и игровую механику. Игра имела большой коммерческий успех и получила награду «игра года» от журнала «Computer Gaming World» в 1991 году.
В 1990 году была анонсирована разработка игры Overlord и стратегической приключенческой игры Citadel of Chaos, которые так и не были выпущены.

### Эпоха IBM PC
Начиная с 90-х годов, Strategic Studies Group перевели разработку игр с компьютеров Apple на IBM PC. В 1992 году компания выпускает Carriers at War — ремейк своего хита 1984 года. В игре была использована 16-битная графика, анимация и детализированные изображения кораблей. Игра получила хорошие отзывы критиков и в 1996 году попала в список лучших игр всех времён по версии «Computer Gaming World». В 1993 году был выпущен набор инструментов для создания собственных сценариев Carriers at War: Construction Kit и анонсировано продолжение — Carriers at War: Japan Sweeps South, которое должно было содержать сценарий вымышленной битвы между японскими и американскими войсками в 1936 году, а также 5 новых сценариев, основанных на реальных сражениях в Тихом океане. В итоге игра стала полноценным сиквелом и вышла в конце того же года под названием «Carriers at War II». По мнению Терри Ли Колмана из «Computer Gaming World», вторая часть Carriers at War является примером того, что Strategic Studies Group являются лидерами в жанре компьютерных варгеймов.
Также в 1993 году был выпущен сиквел к другой успешной игре Strategic Studies Group — Warlords II. Разработка этой игры началась практически сразу после выхода первой части и благодаря популярности оригинала, разработчики получали множество писем с идеями для продолжения. Многие из этих идей были использованы в финальной версии игры. Как и Carriers at War, Warlords II попала в 1996 году в список лучших игр «Computer Gaming World». В 1994 году к ней вышло дополнение — Warlords II: Scenario Builder, а в 1995 полное переиздание — Warlords II Deluxe.
В 1997 году вышла третья часть Warlords — Warlords III: Reign of Heroes, став первой игрой компании, вышедшей эксклюзивно для IBM PC. Warlords III была хорошо встречена игровой прессой и была названа «лучшей пошаговой стратегией года» по версии журнала «Computer Games Strategy Plus». В этом же году также была выпущена игра Ardennes Offensive, ставшая первой частью серии варгеймов Decisive Battles of World War II, и коллекционная карточная игра «Warlords».
На волне популярности стратегий в реальном времени, в 1999 году Strategic Studies Group выпускает свою первую игру в этом жанре — Warlords Battlecry. Эта игра стала также первой игрой компании, в которой использовалась трёхмерная графика. Хотя игра и является двухмерной, все, кроме фоновых текстур, было смоделировано в 3D. В 2000 году был выпущен ремейк самой первой игры компании — Reach for the Stars. Игра не смогла повторить успех оригинала и была прохладно встречена игровой прессой.
В 2002 году компания выпустила продолжение серии Battlecry — Warlords Battlecry II, получившее высокие оценки игровой прессы и награды журналов «PC Gamer», «Computer Gaming World» и «Computer Games Magazine». В это же время велась разработка Warlords IV и игры Dungeon, которая должна была стать первой полностью трёхмерной стратегией Strategic Studies Group, но в итоге так и не была выпущена.

### Раскол и возвращение к варгеймам
В 2003 году издатель UbiSoft выразил своё недовольство результатами разработки Warlords IV и в связи с этим Strategic Studies Group решили прекратить разработку игры. Несогласный с этим решением Стив Фокнер принял решение уйти из компании, чтобы продолжить разработку. Мельбурнский филиал Strategic Studies Group, которым руководил Фокнер, стал независимой компанией Infinite Interactive. Фокнер продолжил разрабатывать игры серии «Warlords» и выпустил в 2003 году Warlords IV: Heroes of Etheria, а в 2004 году Warlords Battlecry III.
После этого Strategic Studies Group сконцентрировались на привычном для себя жанре варгеймов. 25 августа 2003 года была выпущенная следующая часть Decisive Battles of World War II — Korsun Pocket, сюжет которой основан на Корсунь-Шевченковской операции. Игра получила очень высокие оценки игровой прессы. Рецензенты многих авторитетных игровых изданий назвали её лучшей в жанре. В декабре 2003 года для неё вышло дополнение Across the Dnepr, которое добавляло в игру сценарий смоленского сражения 1941 года. Дополнение не привлекло большого внимания игровой прессы, а рецензент «Computer Gaming World» поставил ему две звезды из пяти и назвал разочарованием.
В 2004 году Strategic Studies Group выпустили третью игру в серии Decisive Battles of World War II, которая получила название Battles in Normandy. Повествующей о Нормандской операции игре удалось повторить успех Korsun Pocket. Battles in Normandy получила хорошие отзывы критиков и принесла разработчикам очередную «награду Чарльза Роберта».
В 2005 году вышла последняя часть Decisive Battles of World War II — Battles in Italy, которая сконцентрирована на итальянской кампании 1943—1945 годов. Как и её предшественница, игра была тепло встречена критиками.
В 2007 году компания выпустила две игры. 7 февраля вышла игра Battlefront, которая, по словам разработчиков, продолжала философию серии Decisive Battles of World War II, но при этом была построена на совершенно новой игровой системе. Второй игрой этого года стал вышедший в июне второй ремейк Carriers at War. В отличие от предыдущих частей серии, игра сконцентрирована исключительно на исторических боях. Сценарии вымышленных морских сражений отсутствовали. Обе игры получили хорошие отзывы критиков.
В 2008 году вышла игра Kharkov: Disaster on the Donets, которая позиционировалась как преемник Battlefront и серии Decisive Battles of World War II. В 2010 году для неё вышло дополнение — Across the Dnepr: Second Edition.
В 2011 году от рака скончался Йен Траут и деятельность компании временно прекратилась. 29 сентября 2014 года Роджер Китинг сообщил, что Strategic Studies Group работает над новым гексагональным варгеймом.

## Журнал Run5
Strategic Studies Group использовали инновационный подход для общения с пользователями своих продуктов. С 1986 по 1996 годы они издавали журнал «Run5», который содержал статьи о разработке игр, программировании и статьи об исторических основах игр. Журнал поставлялся с дополнительными сценариями и обновлениями для игр, что было очень важно в эпоху до распространения интернета.
Идея создать собственный журнал принадлежала Йену Трауту, который сам был сыном издателя и долгое время держал собственный книжный магазин. Траут решил, что печатное издание — это самый дешёвый и доступный способ для распространения сценариев для игр. С первым номером журнала не поставлялся диск, а сам номер содержал руководства от разработчиков как самостоятельно создать сценарии, описанные в журнале. После выхода первого выпуска, Strategic Studies Group получили множество писем от пользователей с запросами выпускать также и диск со сценариями. Прислушавшись к просьбам пользователей, разработчики начали выпускать диск, который был доступен по расширенной подписке на журнал.
В 1996 по финансовым причинам журнал прекратил своё существование. В последнем выпуске Йен Траут объяснил, что затраты на производство сильно превышают доходы от подписки и печатное издание приходится закрыть. Тем не менее, он пояснил, что «Run5» не прекращает своё существование, а переезжает в интернет на официальный сайт компании. При этом все редакторы сохраняют за собой свою работу и новые материалы будут публиковаться в интернете. В настоящее время все номера журнала были предоставлены Роджером Китингом для бесплатного скачивания на портале «Play it Again».
По мнению исследователя медиаискусств Хелен Стаки, «Run5» играл важную роль в популяризации компьютерных игр. Культура журналов была хорошо развита в мире традиционного варгеймина, и продолжая эту традицию, издание Strategic Studies Group знакомило с компьютером игроков в настольные варгеймы.

## Разработанные игры
- Reach for the Stars (1983)
- Carriers at War 1941-1945: Fleet Carrier Operations in the Pacific (1984)
- Europe Ablaze (1985)
- Battlefront (1986)
- Russia: The Great War in the East (1987)
- Halls of Montezuma: A Battle History of the U.S. Marine Corps (1987)
- Battles in Normandy (1987)
- Decisive Battles of the American Civil War, Volume One (1987)
- Decisive Battles of the American Civil War, Volume II (1988)
- Decisive Battles of the American Civil War, Volume III (1988)
- Rommel: Battles for North Africa (1988)
- Panzer Battles (1989)
- Gold of the Americas: The Conquest of the New World (1989)
- Warlords (1989)
- Carriers at War (1992)
- Carriers at War II (1993)
- Warlords II (1993)
- Warlords II Deluxe (1995)
- Warlords III: Reign of Heroes (1997)
- Ardennes Offensive (1997)
- Warlords III: Darklords Rising (1998)
- Warlords Battlecry (1999)
- Reach for the Stars (2000)
- Warlords Battlecry II (2002)
- Korsun Pocket (2003)
- Across the Dnepr (2003)
- Battles in Normandy (2004)
- Battles in Italy (2005)
- Carriers at War (2007)
- Battlefront (2007)
- Kharkov: Disaster on the Donets (2008)
- Across the Dnepr: Second Edition (2010)